# 下拵え
下拵え（したごしらえ）とは、調理の前準備として食材にさまざまな加工を行うこと。飲食店などで注文を受けてから提供までの時間を短縮するため、途中まで調理しておくことも下拵えという。
具体的には野菜の皮むきや面取り、魚のはらわた（内臓）除去や身の下ろし、スープや出汁をとることなどを指す。水に漬けて豆や乾物など硬い食材を柔らかくしたり、塩蔵品の塩気を減らしたりすること、食材に塩を振ってなじませたり、たれに漬けて味をつけたりすること、更には下茹でや油通しなど、下拵えの手法は幅広い。下拵えのうち、肉のスジや余分な脂肪を取り除く作業を掃除すると表現する場合がある。

## 野菜
前処理
野菜についている土や泥を落として水洗いを行い、必要であれば皮をむく。
切る
アク抜き
板ずり

## 肉

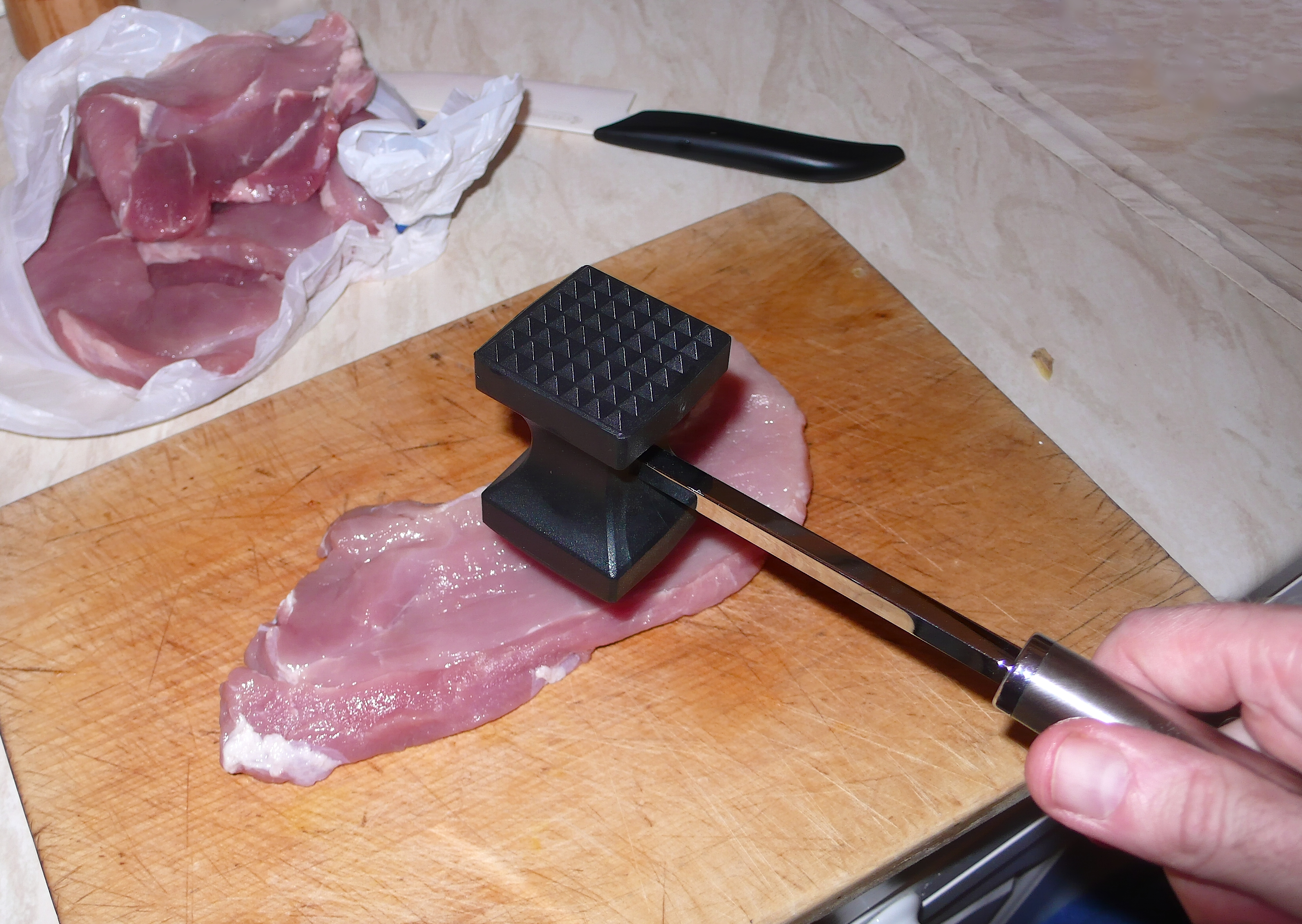
ミートハンマー

不要部位の除去
脂身や筋、皮（鶏もも肉の場合）など食べる際に不要となる部位の除去を行う。
適切なサイズへのカット
料理に合わせたサイズへのカットを行う。
筋切り
一枚肉の場合、焼いた際に筋が縮んで肉が反り返る場合があるため、筋の切断を行う。
たたく
食感をやわらかく仕上げるため、ミートハンマーなどで肉を叩いておく。
下味

## 魚介類
魚は下処理をすることで保存性が高くなる。ある程度の大きさのあるアジなどの魚では、うろこ、内臓、血合いの除去が行われる。

### つぼ抜き
つぼ抜きとは魚やイカを下処理する方法である。魚の場合は割り箸を口からえらの外側に通し、えらと内臓を同時に除去する方法を指す。

### 魚のさばき方

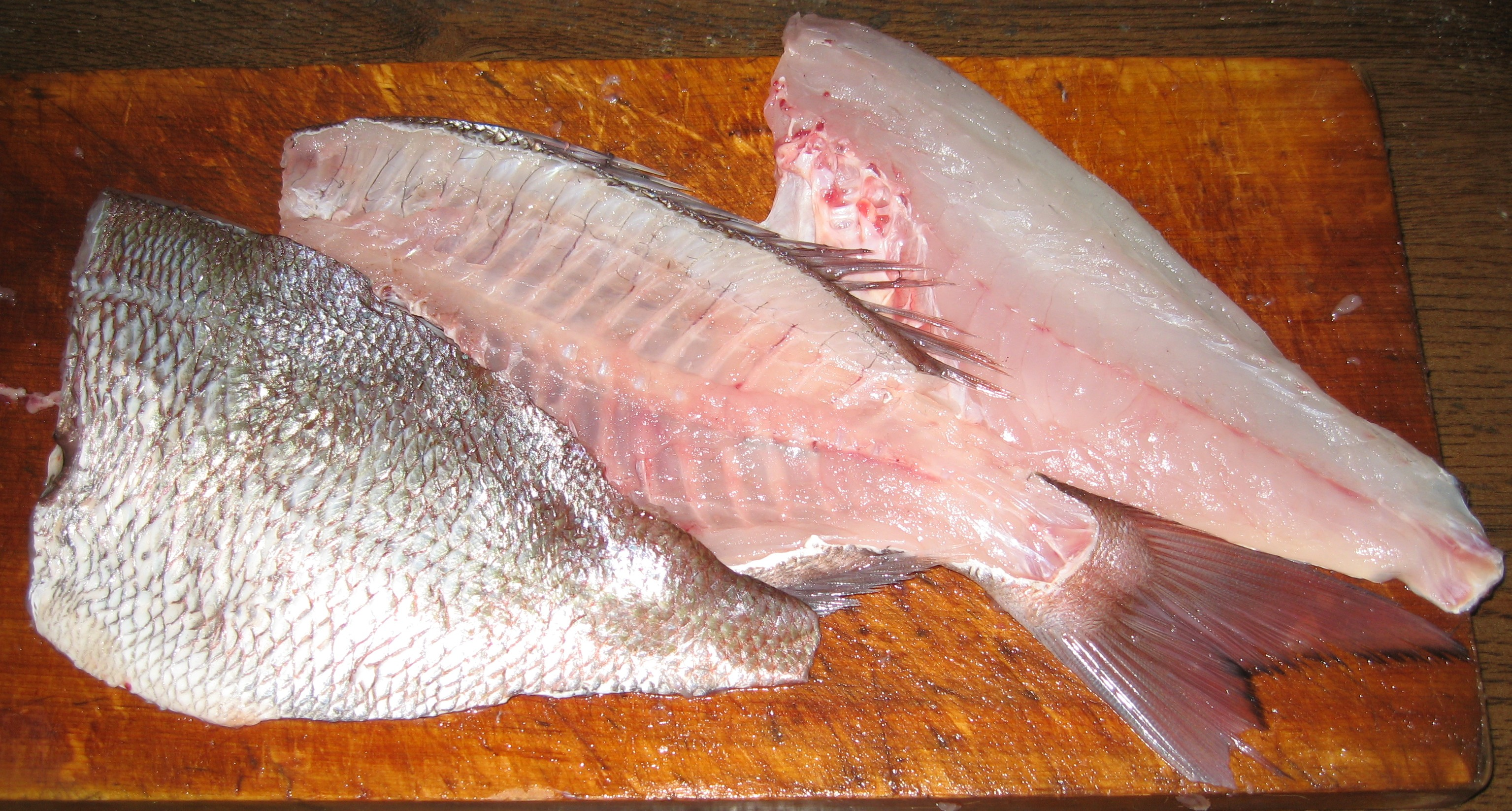
三枚おろし

内臓を除去した魚はその後の料理に合わせた身の加工が行われる。刺身特有の加工方法については刺身#調理法も参照のこと。
手開き
手開きとは小さな魚に対する下処理の方法である。うろこや内臓を除去し頭を切断した状態の小魚を用意し、腹に指を入れて腹側から背中まで開いた後、中骨や背骨を除去する。
開き

下ろし

さくどり